# Jean Bernard Michel de Bellecour
Pour les articles homonymes, voir Michel.
Jean Bernard Michel de Bellecour, né le 11 octobre 1739 à Moulins (allier), mort le 28 septembre 1804 à Saint-Maurice, est un général de division de la Révolution française.

## États de service
Le 6 octobre 1791, il est élu capitaine au 1er bataillon de volontaires de l’Allier, et il participe à la bataille de Valmy le 20 septembre 1792.
Il est promu général de brigade le 30 juillet 1793, puis général de division le 30 janvier 1794, et il prend le commandement des 1re et 16e divisions militaires à Lille à la place du général Favart, jusqu’au 22 mars 1794. Le 15 août 1795 il devient commandant de la 8e division militaire à Orléans rattachée à l’armée de l'Intérieur, et le 4 octobre il commande le département du Loiret. Il est mis en congé de réforme en 1797.
Il meurt le 28 septembre 1804 à Saint-Maurice.

## Sources
- (en) « Generals Who Served in the French Army during the Period 1789 - 1814: Eberle to Exelmans »
- Jean Bernard Michel de Bellecour  sur roglo.eu
- Côte S.H.A.T.: 7 YD 174
- Léon Hennet, Etat militaire de France pour l’année 1793, Siège de la société, Paris, 1903, p. 318.
- Commandant G. Dumont, Bataillons de volontaires nationaux, (cadres et historiques), Paris, Lavauzelle, 1914, p. 14.